# Vinícola Miolo

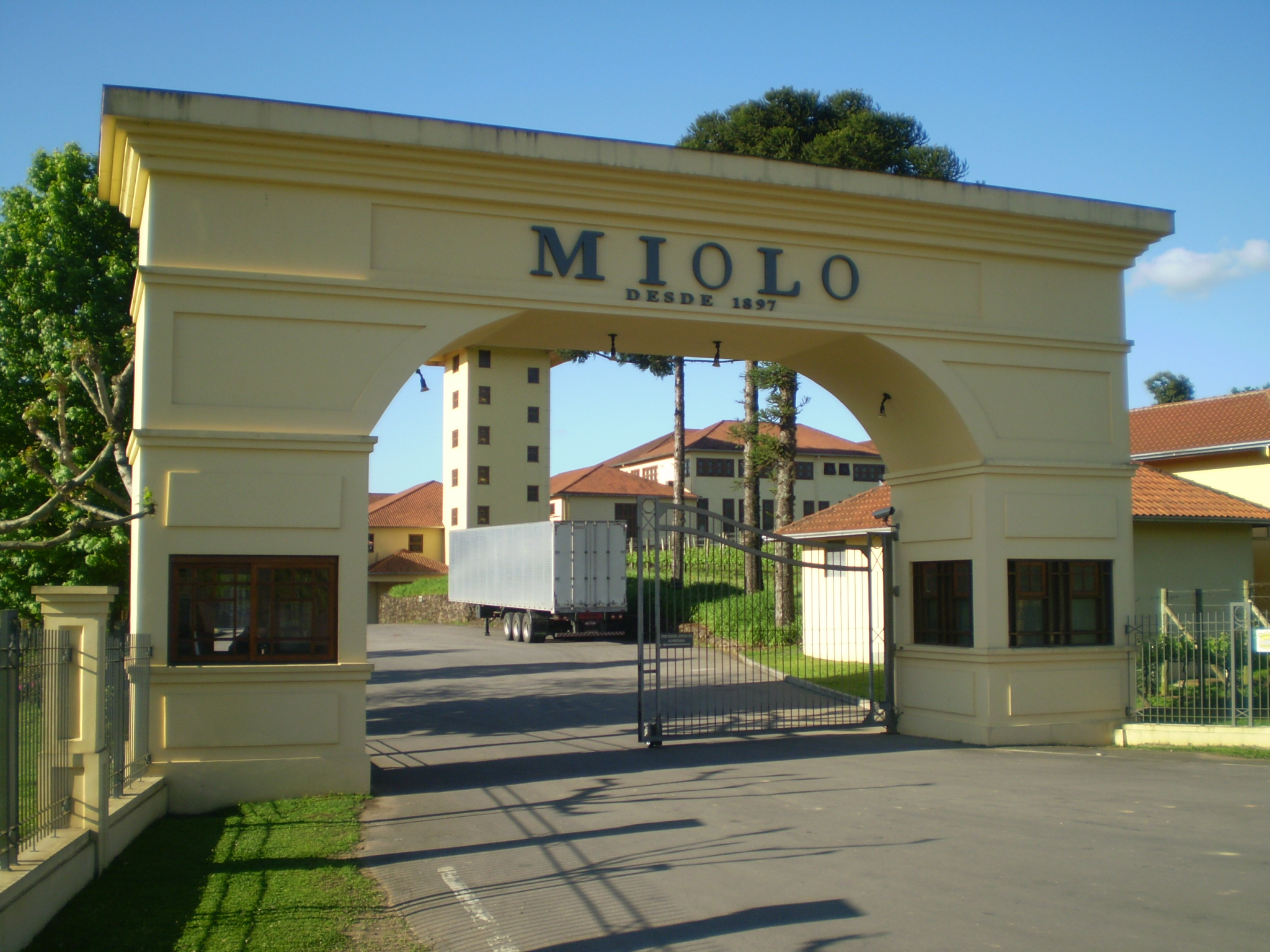
Entrada da Vinícola Miolo

A Vinícola Miolo é uma importante vinícola brasileira. Está localizada na RS-444, km 21, na cidade de Bento Gonçalves, no estado do Rio Grande do Sul.
Possui 450 hectares plantados no Vale dos Vinhedos. A empresa montou sua unidade de processamento com o que há de mais atual em termos de tecnologia e possui uma moderna estrutura para receber os visitantes, oferecendo diariamente visitações às caves, aos vinhedos e mini cursos de degustação guiados por enólogos.
Embora a família Miolo trabalhasse na viticultura desde 1897, somente em 1990 ela partiu para a produção comercial de vinhos. O primeiro vinho da marca Miolo foi um merlot produzido com as uvas do Vale dos Vinhedos e, em 20 anos, a empresa tornou-se líder no mercado de vinhos finos nacionais.
Em 2006, a Miolo passou a ser chamada de Miolo Wine Group. Em outubro de 2009, a Miolo anunciou a compra da Vinícola Almadén. Atualmente reúne uma linha de mais de 100 rótulos, produzidos em seis projetos vitivinícolas no Brasil, em cinco regiões brasileiras: Vinícola Miolo (Vale dos Vinhedos, RS), Seival Estate (Campanha, RS), Vinícola Almadén (Campanha, RS), RAR (Campos de Cima da Serra, RS) e Vinícola Terra Nova (Vale do São Francisco, Bahia). Além disso, conta também com parcerias internacionais: Costa Pacífico (Chile), Osborne (Espanha), Los Nevados (Argentina), além das vinícolas Podere San Cristoforo e Giovanni Rosso (Itália). É a maior exportadora brasileira de vinhos e está entre as três principais produtoras de espumantes, com participação de 15% no mercado. Em 2009, seu faturamento foi R$ 95 milhões.
O cultivo das uvas da Vinícola Miolo está dividido entre seus cinco vinhedos, todos na região do Vale dos Vinhedos. No vinhedo Leopoldina, que abrange o Lote 43 (o lote de terra recebido pelo patriarca da família quando imigrou para o Brasil) e o Lote 19, são cultivadas as uvas gamay, chardonnay, cabernet sauvignon, merlot e sauvignon blanc; no vinhedo de Graciema são cultivadas a merlot, a cabernet sauvignon e a pinot noir; no de Santa Lúcia, o cultivo restringe-se à pinot noir; em São Gabriel, são cultivadas as uvas pinot noir e a chardonnay; e, em Monte Belo do Sul, o cultivo é exclusivamente de cabernet sauvignon.
No verão de 2015, a vinícola inaugurou o Wine Garden, combinando os conceitos dos wine bars e dos wine trucks. A céu aberto e integrado à natureza, o espaço fica em meio ao  Lote 43, o primeiro vinhedo da família Miolo.
A vinícola tem, ainda, a Escola do Vinho Miolo, que oferece cursos e minicursos de degustação de vinhos e um programa especial que possibilita que os amantes do vinho façam o seu próprio vinho.